# Nathan Kahan
Nathan Kahan, född 12 februari 1971, är en friidrottare från Belgien. Han deltog vid olympiska sommarspelen 2000.